# Белица (Кичево)
Белица (мкд. Белица) је насеље у Северној Македонији, у западном делу државе. Белица припада општини Кичево.

## Географија
Насеље Белица је смештено у западном делу Северне Македоније. Од најближег већег града, Кичева, насеље је удаљено 20 km јужно.
Белица припада историјској области Горња Копачка. Село је положено на северним падинама Илинске планине, у сливу невелике Беличке реке, која се улива у реку Треску на северу. Надморска висина насеља је приближно 750 метара.
Клима у насељу је планинска због знатне надморске висине.

## Становништво
Белица је према последњем попису из 2002. године имала 103 становника.
Већинско становништво су етнички Македонци (99%).
Претежна вероисповест месног становништва је православље.